# Anthony Sedlak
Anthony Lawrence Sedlak (* 15. April 1983 in Prince George; † 4. Juli 2012 in North Vancouver) war ein kanadischer Koch und Fernsehkoch und Gastgeber der Sendung The Main des Senders Food Network.

## Frühe Jahre
Anthony Sedlak wuchs im Distrikt North Vancouver auf. Mit 13 begann er in der Cafeteria am Grouse Mountain zu arbeiten. Kurz darauf wurde er befördert und arbeitete im Alter von 14 Jahren als Koch in der Hauptküche des Bar 98. Im Alter von 16 Jahren arbeitete er für das Restaurant Grouse Nest (heute The Observatory). Währenddessen absolvierte er das Culinary Art Program der Carson Graham Secondary School in North Vancouver und anschließend eine vierjährige Ausbildung am Vancouver Community College.

## Karriere
Auf Anraten von Sylvain Cuerrier, dem Chefkoch vom Grouse Mountain, wurde der zwanzigjährige Sedlak beim  La Trompette in West-London engagiert, wo er unter Chefkoch Olivier Couillaud arbeitete. Mit der dort gewonnenen Erfahrung kehrte Sedlak zum Grouse Mountain zurück, wo er Souschef im The Observatory wurde.
Im Alter von 22 Jahren wurde er mit Unterstützung von Harold Bonkowski zum kanadischen Vertreter bei der Hans Bueschken World Junior Chef Challenge 2006 in Auckland gewählt. Dort erlangte er die Silbermedaille.
Wenige Monate später gewann Sedlak die Superstar Chef Challenge II des Senders Food Network. Nach seinem Sieg verließ er das Restaurant The Observatory und drehte die Sendung The Main, deren Erstausstrahlung am 1. Oktober 2007 erfolgte. Außerdem war er Juror in der Sendung Family Cook-Off, die ebenfalls bei Food Network ausgestrahlt wurde.
Sedlak wurde zum Chefkoch des Restaurants The Corner Suite Bistro De Luxe in Vancouver ernannt, welches im November 2009 eröffnen sollte. Im Februar 2010 – wenige Tage vor der Eröffnung – trennte sich Sedlak von dem Restaurant, um andere Karrierechancen zu nutzen.

## Tod
Am 6. Juli 2012 wurde Sedlak tot in seinem Apartment in North Vancouver aufgefunden. Dem Bericht des Gerichtsmediziners zufolge verübte er Suizid und starb an einer Überdosis Kokain and Oxycodon. Kurz vor seinem Tod wurde noch eine Ausgabe der Sendung  Anna & Kristina's Grocery Bag mit Sedlak als Gastjuror gedreht. Die Folge wurde am 20. November 2012 ausgestrahlt. Obwohl dies nicht sein letzter TV-Auftritt war, wurde ihm am Ende der Episode gedacht. Seinen letzten Auftritt hatte er in der erstmals am 22. März 2013 ausgestrahlten zwölften Folge der zweiten Staffel von You Gotta Eat Here!, in der am Ende mit den Worten „in loving memory of Anthony Sedlak“ an ihn erinnert wird.